# ویلیام جوزف هاردی
ویلیام جوزف هاردی (انگلیسی: William J. Hardee; ۱۲ اکتبر ۱۸۱۵ – ۶ نوامبر ۱۸۷۳) فرد نظامی اهل ایالات متحده آمریکا بود.